# Budapest VI. kerülete
Budapest VI. kerülete Budapest kerületei közül a második legkisebb területű. Hagyományos elnevezése, amelyet a kerületi önkormányzat is használ: Terézváros. A kerület egyike Budapest legforgalmasabb és legélettelibb részeinek, ahol az elegáns sugárutak, történelmi épületek és kulturális központok találkoznak a pezsgő városi élettel.
A kerület a 18. század végén kezdett fejlődni, nevét pedig Mária Teréziáról, a Habsburg uralkodóról kapta. A 19. században Pest dinamikus fejlődése tette igazán jelentőssé, amikor a sugárutak és a nagypolgári bérházak megépültek. Az Andrássy út és környéke a századfordulón a főváros legexkluzívabb lakó- és bevásárlónegyedei közé tartozott. A kerület fejlődése szorosan kapcsolódik Budapest történelmi központjának kialakulásához, és azóta is meghatározó szerepet játszik a város kulturális életében.
Itt található a Magyar Állami Operaház, a Zeneakadémia, illetve több színház is, mint például a Radnóti Színház. Az Andrássy út mentén luxusüzletek, nagykövetségek, kávézók és éttermek találhatók. Az Operaház környéke és az Oktogon a kerület legforgalmasabb részei közé tartoznak.
Terézváros gazdag építészeti kincsekkel rendelkezik, melyek közül az Andrássy út és környezete kiemelkedik. Az Andrássy úton a 19. századi eklektikus és neoreneszánsz stílusú paloták sorakoznak, melyek a mai napig megőrizték eredeti eleganciájukat.

## Fekvése
A pesti oldal egyik kerülete. Északról Budapest XIII. kerülete, északkeletről 
a XIV. kerület, délkeletről a VII. kerület, végül nyugatról az V. kerület határolja.
Jelenleg a Dózsa György út, a MÁV váci vonalának felüljárója, a Városligeti fasor, a Lövölde tér, a Király utca, a Deák Ferenc tér, a Bajcsy-Zsilinszky út, a Nyugati tér, a Váci út, a Lehel és a Bulcsú utca valamint a MÁV terület által közbezárt területet nevezik Terézvárosnak.
Talaja: folyóhordalék (homok, kavics, agyag: a mai Nagykörút vonalában húzódó Duna holtágának és a Rákos-pataknak volt árterülete). Átlagos tengerszint feletti magassága 103-104 méter.

## Városrészek
Jelentős különbségek vannak a kerület egyes részei (például az Andrássy úti villanegyed és a Nyugati pályaudvar környéke) között. A Nyugati pályaudvar − Nagykörút − Podmaniczky utca − Izabella utca vonalától nyugatra (a Belváros felé) eső terület a Belső-Terézváros, míg ettől keletre (a Városliget felé) a Külső-Terézváros, avagy Pacsirtamező található. Ingatlanhirdetésekben a sok nagykövetség miatt gyakran "Diplomatanegyedként" emlegetik a Szondi utca - Dózsa György út - Városligeti fasor - Bajza utca által közrefogott elegáns villanegyedet.

## Története

### A kezdetek
A 18. századra Pest város falai között (nagyjából a mai Kiskörút vonala) már nem volt elegendő hely, így a népesség a határában lévő területeken is elkezdett letelepedni. 
18. században a mai Szövetség és Szív utca vonalán túl művelésre és megtelepedésre alkalmatlan homoksivatag húzódott. Eleinte majorságok, később kertek és szőlőültetvények borították. Az 1726-os városi (pesti) rendelet szerint a területet kötelesek fásítani és mint kertet művelni tulajdonosaik. Szántónak vagy gabonaneműek termesztésére nem volt szabad felhasználni. Az 1730-as években már „tetszetős gyümölcsösök, szőlők és bennük itt-ott présházak találtattak”. Mivel a termésre vigyázni kellett, így a gazdák elkezdtek építkezni. A területet (gyakorlatilag a Duna és a mai Kerepesi út közötti földcikket) ekkor Felső Külvárosnak nevezték.
Az első felső külvárosi házak a Váci kapun túl, a marhavásár felé (a mai Bajcsy-Zsilinszky úton) a Király és Paulay Ede utca között épültek. 1733-ban kezdték vezetni a telekkönyvet, ekkor 11 házat tartottak nyilván, a század közepére már 251-et, 1768-ban 366-ot, 1790-re több mint 500-at, a század végére már ez Pest legnagyobb külvárosa. Többnyire tág, udvaros, falusias jellegű házak találhatók itt, melyekhez gyakran kisebb-nagyobb kert is tartozott.
1751. augusztus 4-én Mária Terézia és Lotaringiai Ferenc császár meglátogatta Pest-Budát (ezelőtt már több mint 200 éve nem járt itt magyar uralkodó). Ennek emlékére 1777-ben a Felső Külvárost elnevezték Terézvárosnak. Ugyanebben az évben indult meg a városrészben a római katolikus plébánia anyakönyveinek a vezetése.
A Városerdő/Városliget mocsaras terület volt, 1755-ben kezdték a fásítást, de felügyelet híján a csemetéket lelegelték a környéken tartott állatok. A fásítást folytatták, II. József és Mária Terézia erdőtörvénye nyomán; 1794-re nagy részét akác és eperfa borította.
1783 júniusában Valero Tamás és István telket vett selyemgyártáshoz („homokos, terméketlen és műveletlen rész”), így létesült az első pesti gyár. A terézvárosi lakosok vagy a selyemgyárban, vagy a szőlő- és eperfa-földeken dolgoztak.
1799-ben 2000 napszámos dolgozott a Városligetben; a mocsarat (Ökör-dűlő) csapolták le, nyár- és vadgesztenyefákat ültettek.
1799. július 15-én megtartották az első pesti szabadtéri színielőadást a Skopeck-kertben (a mai Epreskert környéke). Friedrich Ferdinand Möller Graf von Waltron, oder die Subordination című darabját mutatták be.

### 19. század

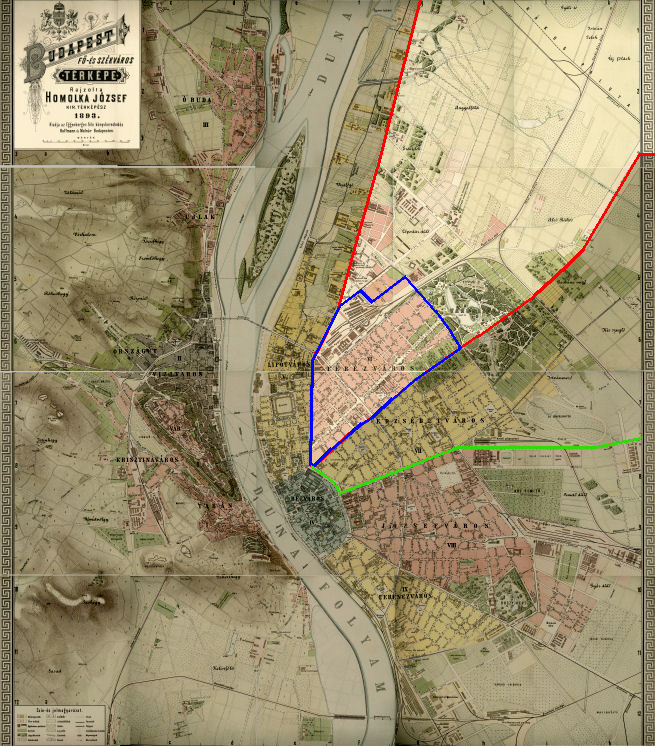
A Terézváros 1893-ban (piros) és ma (kék), valamint 1873 előtt (zöld)

A 19. század első felében a házak száma csaknem megduplázódott, egyrészt újabb területek felhasználása, másrészt a meglévők sűrűbb beépítése miatt. A mai Jókai és Kertész utcától nyugatra lévő rész ekkorra már sok emeletes házzal épült be, a parcellázások és sűrűbb beépítések révén számos új utca alakult ki (például Klauzál, Holló utca). Ezt az egyre inkább városiasodó, zsidó kézművesek és kiskereskedők által lakott részt a Rákosárok mellett fekvő majorságok széles sávja választotta el a Városárok mellett kialakult szegényes, falusias jellegű területtől. A Városárkot (Liniengraben) a pestis elleni védekezésként 1771 körül hozták létre a mai Szív utca−Rottenbiller utca−Fiumei út−Orczy út vonalán.
1825-ben „csak a Terésia város körzetében három triviális iskolák vannak felállítva, hogy a legszegényebb ember is gyermekét az írásban és számvetésben taníttassa, egyszersmind az Ország Nyelvében a Magyar Nyelvtan is gyakoroltassék és Magyar Polgárnak neveltessék”. A „Nemzeti Iskola (mai Lovag utcai iskola) három osztályaiban” 545 rác, német, szerb, horvát és magyar fiú és leány kezdte el tanulni a magyar ábécét.
Ekkoriban a közművek még igen hiányosak voltak, csatornázásnál nem lehet beszélni „hálózat”-ról. Például egy korabeli jelentés szerint „a város legnépesebb része, mint a Király utca nagy részben nélkülözi a csatornát”. Az 1846. évi lapokban adták hírül, hogy a város főcsatorna-hálózatának tervezésére bécsi szakértőket hívtak, mert a legtöbb helyen még nyílt árkok vezették el a szennyvizet. Bár Terézváros legtöbb utcája ki volt kövezve gránitkockákkal, a mellékutcák sokszor futóhomokosak, sárosak voltak.
A Szabadságharc után, Haynau idején a lakosságszám kissé csökkent.
Valószínűleg az osztrák és magyar hatóságok közbiztonságra való törekvése gyújtatta meg a Király utcában a gyéren pislákoló gázlámpákat. A kiegyezés után a Közmunkatanács 3. §/d. rendelete[pontosabban?] kimondja, hogy „a fővárosban – az áruforgalom könnyítése érdekében, ezen kívül közegészségügyi szempontból is – kellő szélességű főútvonalakat kell létrehozni”. Terézváros ekkor két széles országút – a Váci és Kerepesi út – között terült el. Nem ilyen széles, de kétségkívül a legforgalmasabb útja a Király utca – a hajdani dűlőút –, melyen a Belvárosból, illetve oda szállították az árukat. Mivel a Városligetet is egyre többen látogatták, ez az utca már szűknek bizonyult.
Ekkor Terézvárosban annyian laktak, mint Kaposváron vagy Tolnán.
Ezt az állapotot kívánták megszüntetni a Sugárúttal, melynek ötletét gróf Andrássy Gyula vetette fel. Ellenzői csak azt kérdezték: miféle országút folytatása lenne az új sugárút? Pedig az igazi probléma az volt, hogyan lehetne levegővel ellátni a főváros legsűrűbben lakott és legnagyobb kerületét. Végül 1870 decemberében a képviselőház rábólintott a tervekre, és a kormány megszavazta az első 24 millió forintot a kisajátításokra (előtte erről kellett törvényt hozni, mivel a Sugárút építéséhez meglévő telkeket kellett felhasználni). A Sugárút építése így elkezdődött, amikor a kormány 1871-ben újabb grandiózus ötlettel állt a Képviselőház elé: a Nagykörút tervével. A Nagykörút építése 1871-ben el is kezdődött. 
Pesti Napló: „Az a jó régi pesti szokás. Nálunk az új utcákat először is kikövezik. Ha megvan, konstatáltatik, hogy a kövezés nem ér semmit, ha nincs gáz. Felszedik tehát a köveket, elhelyezik a gázcsöveket, és megint lerakják a köveket. Akkor aztán az konstatáltatik, hogy vízvezeték is kellene, megint felszedik a kövezetet, és elhelyezik a vízcsöveket és újra lerakják a kövezetet. Akkor aztán felveszik a jegyzőkönyvet, hogy a kövezet rossz, és kezdődik újra a tréfa. Így aztán örökké köveznek…”
Ebben az időszakban Pest teljesen átépült, évekig nem volt jóformán olyan rész, ahol éppen ne dolgoztak volna kubikusok vagy mesteremberek. (Az operaház, a Szent István-bazilika, az Oktogon palotái, a Nyugati pályaudvar is ekkor épült.) A tíz évig tartott első szakasz után, Tisza Kálmán miniszterelnök érdeklődése nyomán, elindult a Sugárút második szakaszának építése is (az Oktogonon túl).
A Szív utcától keletre eső terület – ahol még  az 1870-es években is szőlők, kertek feküdtek – a 19. század végén a Sugárút (Andrássy út) építésével párhuzamosan, illetve azt követően kezdett el – kissé vontatottan – beépülni.
A városegyesítéskor, 1873-ban Terézváros 73 760 lakosával Budapest legnépesebb kerülete volt (egész Budán – Óbudával együtt – ekkor összesen 70 000-en éltek). A nagysága és népsűrűsége miatt a kerületet kettéosztották: a Király utcától északra a VI., délre a VII. kerületet hozták létre. 1882-ben a VII. kerület Erzsébetváros néven kivált Terézvárosból.
A körúti villamos egy sínpáron 1887. november 27. óta közlekedik a Körút akkor befejezett szakaszán: a Király utca és a Nyugati pályaudvar között. A  Magyar Királyi Operaházban az 1884. szeptember 27-i megnyitó óta műsoron van a Erkel Ferenc Bánk bán című műve.
A Millenniumi építkezések természetesen teljesen átalakítják a kerület képét. A Sugárút, az európai kontinens első Földalatti Vasútja és számos más látványos beruházás alakítja Terézvárost. A Műcsarnok Schickedanz Albert építész tervei alapján elkészült a Millenniumra, de a Szépművészeti Múzeum csak a századfordulón, 1900–1906 között épült fel.
A Millenniumi emlékművet azonban csak 1929. május 26-án adták át hivatalosan. 1932-ben nevezik el a teret Hősök terének. A Millenniumi ünnepségek a Városligetben és környékén zajlottak. Feszty Árpád körképe – a Magyarok bejövetele, amely ma Ópusztaszeren látható – a Szépművészeti Múzeum helyén felállított Rotundában volt először kiállítva.

### A 20. századtól napjainkig

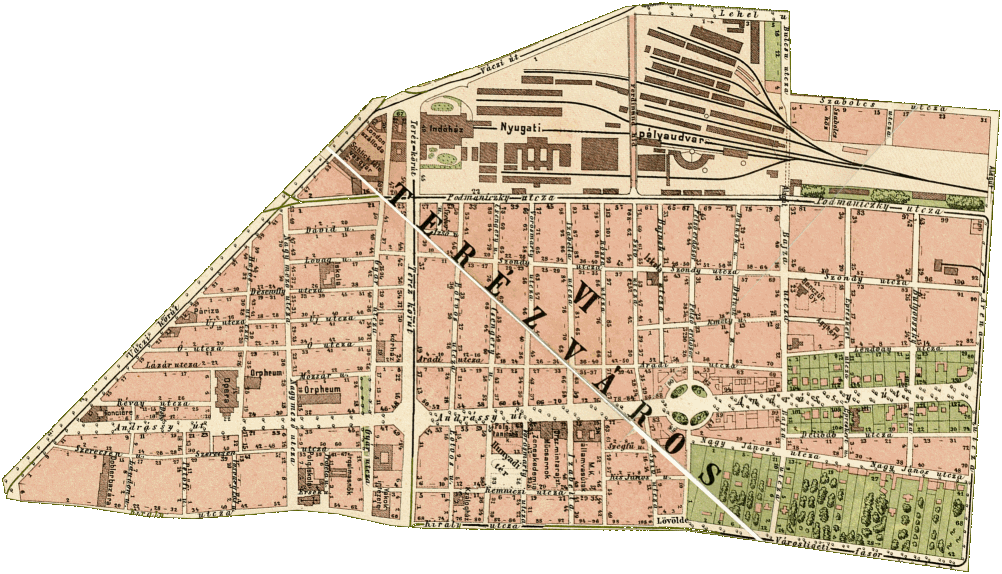
A mai Terézváros (egy 1893-as térképről)

Sok bérház is épült a kerületben, melyek bár kívülről díszesek, belülről nemegyszer zsúfoltak, sötétek, egészségtelenek voltak. 1906-ban Bárczy István polgármester programreformjában kijelentette, hogy „jobb és egészségesebb lakásokat kell építeni a városnak”. Ezt ugyan nem vitte véghez teljesen, de sok lakóházat, iskolát verekedett ki a képviselő-testülettől.
Első világháborúban az iskolákat kórházakká alakították, ott látták el a sebesülteket.
1930 májusában a XVIII. tc. Budapest közigazgatási átszervezése jelentősen érintette a Terézvárost. A XIV. kerület 3 korábbi (a VI., VII. és X.) kerületből jött létre, legnagyobb részét (Dózsa György út–Ajtósi Dürer sor–Hermina út–Erzsébet királyné útja–Körvasútsor–Nyugati pályaudvar–Szobi vasút) éppen a Terézvárosból szakították ki. A XIII. kerület kapta a Dózsa György (akkor Aréna) úttól a Nyugati pályaudvar felé eső részt: a Vágány utca–Szent László utca–Újpest közigazgatási határa–Váci út–Aréna út közti földdarabot. Ekkor Terézváros a négy legkisebb kerület egyike lett 
(IV.: 0,3 km², I.: 2,3 km², VII.: 2,5 km², VI.: 2.9 km²). 107 349 lakossal és 37 030 fő/km² népsűrűséggel azonban az élvonalban maradt, csak a VII., VIII. és IX. kerületek előzték meg.
A második világháború végén a Nagymező utca 37–39. pincéjében Szent-Györgyi Albert vezetésével polgári ellenálló csoport szervezkedett. A SZIR (Weinberger Dezső vezette) csoport tagjai kézigránátos támadást intéztek a Nyilaskeresztes Párt Székháza – a Hűség Háza, Andrássy út 60., ma Terror Háza – ellen. Terézváros 1945. január 18-án esett el/szabadult fel.
1970-re Terézváros területe 2,72 km²[forrás?]. Lakossága 88 000 fő, ebből 38 000 férfi és 50 000 nő[forrás?]. Ekkor 1351 házat tartottak nyilván a kerületben, az utakon 1817 lámpatest világított és 900 nyilvános telefon volt.
Néhány lépésnyire van a Nagykörúttól egy igazi kultúrtörténeti érték, a Hunyadi téri vásárcsarnok.
A későbbi területrendezések során tovább csökkent Terézváros területe, mára csupán 2,38 km².

## Politika
A helyi önkormányzatairól szóló 2011. évi CLXXXIX. törvény szerint, a helyi önkormányzás a helyi közügyek önálló, demokratikus intézése, a helyi közhatalomnak a lakosság érdekében történő gyakorlása. A helyi önkormányzás joga az érintett választópolgárok közösségét illeti meg. A helyi önkormányzat felett a kormány csak ellenőrzési jogkört gyakorolhat. Helyi közügyet csak kivételesen és csak törvény utalhat más szervezet feladat és határkörébe. Az önkormányzati feladatok ellátását a képviselő-testület és szervei biztosítják. A képviselő-testület szervei a polgármester, polgármesteri hivatal, jegyző, bizottságok és a részönkormányzat.
A helyi önkormányzat a törvények keretei között, saját felelősségére, önállóan szabályozza és igazgatja a feladat- és hatáskörébe tartozó helyi közügyeket. Az önkormányzat a közügyek intézése során kötelező és önként vállalt feladatokat lát el. A kötelező feladatok ellátásáról való gondoskodás az önkormányzat kötelessége, nagyságától, teherbíró képességétől függetlenül. Ez a gyakorlatban azt jelenti, hogy az önkormányzatnak gondoskodnia kell arról, hogy a lakosok hozzájussanak a törvényben felsorolt szolgáltatásokhoz: településfejlesztés, településrendezés, településüzemeltetés (köztemetők kialakítása és fenntartása, a közvilágításról való gondoskodás, kéményseprő-ipari szolgáltatás biztosítása, a helyi közutak és tartozékainak kialakítása és fenntartása, közparkok és egyéb közterületek kialakítása és fenntartása, gépjárművek parkolásának biztosítás), egészségügyi alapellátás, környezet-egészségügy (köztisztaság, települési környezet tisztaságának biztosítása, rovar- és rágcsálóirtás), óvodai ellátás, kulturális szolgáltatás (nyilvános könyvtári ellátás, filmszínház, előadó-művészeti szervezet támogatása, a kulturális örökség helyi védelme, a helyi közművelődési tevékenység támogatása), gyermekjóléti szolgáltatások és ellátások, lakásgazdálkodás, hajléktalanná vált személyek ellátásának és rehabilitációjának, valamint a hajléktalanná válás megelőzésének biztosítása, helyi környezet- és természetvédelem, vízgazdálkodás, vízkárelhárítás, polgári védelem, helyi adóval, gazdaságszervezéssel és a turizmussal kapcsolatos feladatok, a kistermelők, őstermelők számára - jogszabályban meghatározott termékeik - értékesítési lehetőségeinek biztosítása, ideértve a hétvégi árusítás lehetőségét is, sport, ifjúsági ügyek,  település közbiztonságának biztosítása, helyi közösségi közlekedés biztosítása, hulladékgazdálkodás, távhőszolgáltatás, és a víziközmű-szolgáltatás.
2010-ben az önkormányzati testület létszáma a 2010. évi L. törvény alapján 24-ról 15 főre csökkent. A helyi önkormányzat egy polgármesterből és 14 képviselőből áll. A 14 képviselői helyből, 10 egyéni választókerületi és 4 kompenzációs listás mandátum. A polgármestert a település összes választópolgára közvetlenül választja, míg a képviselőket csak az egyéni választókerületbe bejelentett választópolgárok választják meg közvetlenül. A kompenzációs listára a választó nem voksolhat, mert arról a mandátumokat az egyéni választókerületekben összesített töredékszavazatok (vagyis az egyéni választókerületben mandátumot nem szerző jelöltekre leadott érvényes szavazatok) arányában osztják ki. A polgármestert és a képviselőket az alkotmány értelmében 5 évre választják meg. A polgármester és az önkormányzati testület tagjai egyenlő szavazati joggal rendelkeznek.

### Polgármesterei
| Ciklus    | Név            | Jelölő szervezet(ek)           | Megjegyzés |
| --------- | -------------- | ------------------------------ | ---------- |
| 1990–1994 | Seiler Tibor   | SZDSZ                          |            |
| 1994–1998 | Borsány György | MSZP-SZDSZ                     |            |
| 1998–2002 | Farkas György  | Fidesz-FKGP-MDF-MKDSZ          |            |
| 2002–2006 | Verók István   | MSZP-SZDSZ-Centrum             |            |
| 2006–2010 | Verók István   | MSZP-SZDSZ                     |            |
| 2010–2014 | Hassay Zsófia  | Fidesz-KDNP                    |            |
| 2014–2019 | Hassay Zsófia  | Fidesz-KDNP                    |            |
| 2019–2024 | Soproni Tamás  | Momentum-DK-MSZP-Párbeszéd-LMP |            |
| 2024–     | Soproni Tamás  | Momentum                       |            |

### A 2024-es önkormányzati választás eredménye
- A polgármester-választás eredménye[17]

| Jelölt neve           | Jelölő szervezet(ek) | Jelölő szervezet(ek) | Szavazatok száma | Szavazatok aránya |
| --------------------- | -------------------- | -------------------- | ---------------- | ----------------- |
| Soproni Tamás         |                      | Momentum             | 8916             | 66,35%            |
| Kovács Balázs Norbert |                      | Fidesz – KDNP        | 3693             | 27,48%            |
| Bálint György         |                      | HAFE Egyesület       | 828              | 6,16%             |
| Összesen              |                      |                      | 13 437           | 100%              |

- A képviselőtestület-választás eredménye[18]

| Párt | Párt                                             | Mandátumok | Képviselő-testület | Képviselő-testület | Képviselő-testület | Képviselő-testület | Képviselő-testület | Képviselő-testület | Képviselő-testület | Képviselő-testület | Képviselő-testület | Képviselő-testület | Képviselő-testület |
| ---- | ------------------------------------------------ | ---------- | ------------------ | ------------------ | ------------------ | ------------------ | ------------------ | ------------------ | ------------------ | ------------------ | ------------------ | ------------------ | ------------------ |
|      | Momentum – DK – Párbeszéd- ZÖLDEK – LMP – Zöldek | 11         | P                  |                    |                    |                    |                    |                    |                    |                    |                    |                    |                    |
|      | Fidesz – KDNP                                    | 2          |                    |                    |                    |                    |                    |                    |                    |                    |                    |                    |                    |
|      | MKKP                                             | 1          |                    |                    |                    |                    |                    |                    |                    |                    |                    |                    |                    |
|      | HAFE Egyesület                                   | 1          |                    |                    |                    |                    |                    |                    |                    |                    |                    |                    |                    |

### Országgyűlési képviselő
A régi választási törvény, az 1989. évi XXXIV. törvény hatálya alatt összesen hat választást tartottak a kerületben. Ekkoriban a kerület még önálló választókerületet alkotott, Budapest 8. számú választókerület néven.
- Katona Kálmán (MDF) (1990–1994)
- Bársony András (MSZP) (1994–1998)
- Illés Zoltán (Fidesz) (1998–2002)
- Kékesi Tibor (MSZP) (2002–2010)
- Illés Zoltán (Fidesz) (2010–2014)

Az országgyűlési képviselők jogállását, a képviselők alapvető jogait és kötelezettségeit 2012. évi XXXVI. törvény szabályozza. Az országgyűlési képviselők választását a 2011. évi CCIII. törvény szabályozza. Az országgyűlési képviselőket a választópolgárok területi-perszonális elv alapján egyéni választókerületekben, általános és egyenlő választójog alapján, közvetlen és titkos szavazással, a választók akaratának szabad kifejezését biztosító választáson, sarkalatos törvényben meghatározott módon választják. Minden egyéni választókerületben (EVK) egy országgyűlési képviselő választható. A főváros és a települések több választókerületre oszthatók, ha ezt a jogosultak száma indokolja, a kerülethatárokat nem kell figyelembe venni.
A VII. kerülettel egy országgyűlési egyéni választókerülethez tartozik, a Budapesti 5. sz.-hoz.
| Név        |                                       | Párt(ok)                                     | Terminus | Választókerület  | Megjegyzés                                   |
| ---------- | ------------------------------------- | -------------------------------------------- | -------- | ---------------- | -------------------------------------------- |
| Oláh Lajos |                                       | MSZP-Együtt-DK-Párbeszéd-MLP                 | 2014 –   | Budapesti 5. sz. | A 2014-es országgyűlési választás eredménye: |
| Oláh Lajos | DK                                    | A 2018-as országgyűlési választás eredménye: | 2014 –   | Budapesti 5. sz. |                                              |
| Oláh Lajos | DK-Jobbik-Momentum-MSZP-LMP-Párbeszéd | A 2022-es országgyűlési választás eredménye: | 2014 –   | Budapesti 5. sz. |                                              |

## Népesség
A VI. kerület lakónépessége 2022. október 1-jén 35 441 fő volt, ami Budapest össznépességének 2,1%-át tette ki. A 2011-es népszámlálás óta 2878 fővel csökkent a kerület lakosság száma. Ebben az évben az egy km²-re jutó lakók száma, átlagosan 14 891 ember volt. A VI. kerület népesség korösszetétele igen kedvezőtlen. 2022-ben a kerület lakónépességének a 8,5%-a 14 évnél fiatalabb, míg a 65 éven felülieké 16,6% volt. 2022-ben a férfiaknál 75,7, a nőknél 79,9 év volt a születéskor várható átlagos élettartam. A legmagasabb befejezett iskolai végzettség szerint a diplomával rendelkezők élnek a legtöbben a kerületben 15 285 fő, utánuk következő nagy csoport az érettségi végzettséggel rendelkezők 10 727 fővel. 2022-ben a 6 évnél idősebb népesség 91,8%-nál volt internet elérési lehetősége. A népszámlálás adatai alapján a kerület lakónépességének 49,1%-a, mintegy 17 383 személy vallotta magát valamely kisebbséghez tartozónak. A kisebbségek közül ukrán, német és kínai nemzetiségűnek vallották magukat a legtöbben.
A 19. század utolsó harmadától a VI. kerület lakosságszáma rohamosan növekedett, egészen 1910-ig. Az 1920-as éveket követő gazdasági pangásnak köszönhetően a kerület népessége megtorpant és csökkenni kezdett. A második világháború következtében a kerület a lakosságának a 14,3%-át veszítette el. A háború után, egészen 1970-ig stagnált a kerület lakosságszáma. A legtöbben 1910-ben éltek a kerületben 101 519 fő. A 70-es évektől, egészen napjainkig csökken a kerület népességszáma, ma már kevesebben laknak a VI. kerületben, mint 1870-ben.
A 2022-es népszámlálási adatok szerint a magukat vallási közösséghez tartozónak valló VI. kerületiek túlnyomó többsége római katolikusnak tartja magát. Emellett jelentős egyház a kerületben, még a református.

### Iskolai végzettség
| Iskolai végzettség                | Iskolai végzettség               | Iskolai végzettség | Iskolai végzettség | Iskolai végzettség |
| --------------------------------- | -------------------------------- | ------------------ | ------------------ | ------------------ |
|                                   |                                  |                    |                    | fő                 |
| Általános iskolát nem végezte el  | Általános iskolát nem végezte el |                    | 1916               | 1916               |
| Általános iskola                  | Általános iskola                 |                    | 3433               | 3433               |
| Szakmunkás                        | Szakmunkás                       |                    | 2659               | 2659               |
| Érettségi                         | Érettségi                        |                    | 10727              | 10727              |
| Diploma                           | Diploma                          |                    | 15285              | 15285              |
| A 2022. évi népszámlálás szerint. |                                  |                    |                    |                    |

A 2001-es népszámlálási adatok alapján, a VI. kerületben a legmagasabb befejezett iskolai végzettség szerint az érettségi végzettséggel rendelkezők éltek a legtöbben 13 896 fővel. Második legnagyobb csoport az általános iskolai végzettséggel rendelkezőek voltak 10 904 fővel, utánuk következett a diplomával rendelkezők 8753 fővel, az általános iskolai végzettséggel nem rendelkezők 5509 fővel, végül a szakmunkások 3197 fővel.
A 2011-es népszámlálási adatok alapján, a VI. kerületben a legmagasabb befejezett iskolai végzettség szerint a diplomával rendelkezők éltek a legtöbben 13 098 fővel. Második legnagyobb csoport az érettségi végzettséggel rendelkezőek voltak 12 867 fővel, utánuk következett az általános iskolai végzettséggel rendelkezők 5369 fővel, a szakmunkás végzettséggel rendelkezők 3418 fővel, végül az általános iskolai végzettséggel nem rendelkezőek 1935 fővel.
A 2022-es népszámlálási adatok alapján, a VI. kerületben a legmagasabb befejezett iskolai végzettség szerint a diplomával rendelkezők éltek a legtöbben 15 285 fővel. Második legnagyobb csoport az érettségi végzettséggel rendelkezőek voltak 10 727 fővel, utánuk következett az általános iskolai végzettséggel rendelkezők 3433 fővel, a szakmunkás végzettséggel rendelkezők 2659 fővel, végül az általános iskolai végzettséggel nem rendelkezők 1916 fővel.

### Etnikai összetétel
A 2001-es népszámlálás adatok szerint a kerület lakossága 44 137 fő volt, ebből 39 422 fő magyarnak vallotta magát. A kerület lakosságának a 8,9%-a vallotta magát valamely kisebbséghez tartozónak. Magyar állampolgársággal rendelkező nemzetiségiek száma 2541 fő, míg a magyar állampolgársággal nem rendelkezők száma 1366 fő volt. Az első három legnagyobb nemzetiségi csoport a kerületben a német (492 fő), cigány (380 fő) és a szlovák (156 fő) volt. A cigányok aránya a népszámlálásokban szereplőnél lényegesen magasabb, akár három négyszerese is lehet.
A 2011-es népszámlálás adatok szerint a kerület lakossága 38 319 fő volt, ebből 28 264 fő magyarnak vallotta magát. A kerület lakosságának a 20,2%-a vallotta magát valamely kisebbséghez tartozónak. Magyar állampolgársággal rendelkező nemzetiségiek száma 4498 fő, míg a magyar állampolgársággal nem rendelkezők száma 3232 fő volt. Az első három legnagyobb nemzetiségi csoport a kerületben a német (705 fő), cigány (443 fő) és a román (209 fő) volt. 10 év alatt a legjelentősebben a németek és a románok száma nőtt.
A 2022-es népszámlálás adatok szerint a kerület lakossága 35 441 fő volt, ebből 22 388 fő magyarnak vallotta magát. A kerület lakosságának a 49,1%-a vallotta magát valamely kisebbséghez tartozónak. Magyar állampolgársággal rendelkező nemzetiségiek száma 8593 fő, míg a magyar állampolgársággal nem rendelkezők száma 8790 fő volt. Az első három legnagyobb nemzetiségi csoport a kerületben az ukrán (1423 fő), német (852 fő) és a kínai (647 fő) volt. 11 év alatt a legjelentősebben az ukránok és a kínaiak száma nőtt. A népszámlálás adatai alapján Terézvárosban éltek legnagyobb arányban (24,8%) külföldi származású betelepülők.

### Vallási összetétel
VI. kerület lakóinak vallási összetétele 2022-ben
A 2001-es népszámlálási adatok alapján, a VI. kerületben a lakosság több mint fele (63,5%) kötődik valamelyik vallási felekezethez. A legnagyobb vallás a kerületben a kereszténység, melynek legelterjedtebb formája a katolicizmus (44,9%). A katolikus egyházon belül a római katolikusok száma 19 131 fő, míg a görögkatolikusok 686 fő. A kerületben népes protestáns közösségek is élnek, főleg reformátusok (5861 fő) és evangélikusok (1093 fő). A zsidó vallási közösséghez tartózók száma 573 fő. Az ortodox kereszténység inkább az országban élő egyes nemzeti kisebbségek (oroszok, ukránok, románok, szerbek, görögök) felekezetének számít, számuk elenyésző az egész kerületi lakosságához képest (155 fő). Szerte a kerületben számos egyéb kisebb keresztény egyházi közösség működik. Jelentős a száma azoknak a kerületben, akik vallási hovatartozásukat illetően nem kívántak válaszolni (17,2%). Felekezeten kívülinek a kerület lakosságának 18,8%-a vallotta magát.
A 2011-es népszámlálás adatai alapján, a VI. kerületben a lakosság kevesebb mint fele (38,5%) kötődik valamelyik vallási felekezethez. Az elmúlt tíz év alatt a kerületi lakosság vallási felekezethez tartozása jelentősen csökkent, ennek egyik oka, hogy sokan nem válaszoltak. A legnagyobb vallás a kerületben a kereszténység, melynek legelterjedtebb formája a katolicizmus (26,1%). Az elmúlt tíz év alatt, a katolikus valláshoz tartozók száma 18,8%-kal esett vissza. A katolikus egyházon belül a római katolikusok száma 9682 fő, míg a görögkatolikusok 325 fő. A kerületben népes protestáns közösségek is élnek, főleg reformátusok (3065 fő) és evangélikusok (590 fő). A zsidó vallási közösséghez tartózók száma 363 fő. A buddhista vallási közösséghez tartozók száma 136 fő. Az ortodox kereszténység inkább az országban élő egyes nemzeti kisebbségek (oroszok, ukránok, románok, szerbek, görögök) felekezetének számít, számuk elenyésző az egész kerületi lakosságához képest (132 fő). A muszlim vallási közösséghez tartozók száma 96 fő. Összességében elmondható, hogy az elmúlt tíz év során minden egyházi felekezetekhez tartozók száma jelentősen csökkent. Jelentős a száma azoknak a kerületben, akik vallási hovatartozásukat illetően nem kívántak válaszolni (39,2%), tíz év alatt a számuk megduplázódott. Felekezeten kívülinek a kerület lakosságának 21,3%-a vallotta magát.
A 2022-es népszámlálás adatai alapján, a VI. kerületben a lakosság kevesebb mint a fele (28,7%) kötődik valamelyik vallási felekezethez. Az elmúlt tizenegy év alatt a kerületi lakosság vallási felekezethez tartozása jelentősen csökkent, ennek egyik oka, hogy sokan nem válaszoltak. A legnagyobb vallás a kerületben a kereszténység, melynek legelterjedtebb formája a katolicizmus (18,4%). Az elmúlt tizenegy év alatt, a katolikus valláshoz tartozók száma 7,7%-kal esett vissza. A katolikus egyházon belül a római katolikusok száma 6000 fő, míg a görögkatolikusok 289 fő. A kerületben népes protestáns közösségek is élnek, főleg reformátusok (2083 fő) és evangélikusok (413 fő). Az ortodox kereszténység inkább az országban élő egyes nemzeti kisebbségek (oroszok, ukránok, románok, szerbek, görögök) felekezetének számít, számuk elenyésző az egész kerületi lakosságához képest (293 fő). A muszlim vallási közösséghez tartozók száma 258 fő. A zsidó vallási közösséghez tartózók száma 182 fő. A buddhista vallási közösséghez tartozók száma 141 fő. Összességében elmondható, hogy az elmúlt tizenegy év során az ortodox, muszlim és a buddhista egyházon kívül, minden más egyházi felekezetekhez tartozók száma jelentősen csökkent. Jelentős a száma azoknak a kerületben, akik vallási hovatartozásukat illetően nem kívántak válaszolni (51%). Felekezeten kívülinek a kerület lakosságának 18,7%-a vallotta magát.

## Gazdaság
VI. kerületi székhellyel rendelkező legnagyobb 20 vállalat nettó árbevétel alapján.
| Rangsor | Vállalat                                                     | Nettó árbevétel (Mrd Ft) 2021 | Alkalmazottak | Főtevékenység                                  |
| ------- | ------------------------------------------------------------ | ----------------------------- | ------------- | ---------------------------------------------- |
| 1       | Celltrion Healthcare Hungary Kft.                            | 494,6                         | 17            | Gyógyszer, gyógyászati termék nagykereskedelem |
| 2       | HUNGAROPHARMA Zrt.                                           | 378,1                         | 678           | Gyógyszer, gyógyászati termék nagykereskedelem |
| 3       | thyssenkrupp Industrial Solutions AG Magyarországi Fióktelep | 318,5                         | 147           | Mérnöki tevékenység, műszaki tanácsadás        |
| 4       | Südpack Verpackungen GmbH & Co. KG Magyarországi Fióktelepe  | 164,8                         | -             | Egyéb termék ügynöki nagykereskedelem          |
| 5       | Colt Technology Services GmbH Magyarországi Fióktelepe       | 114,6                         | -             | Vezetékes távközlés                            |
| 6       | Normbenz Magyarország Kft.                                   | 97,8                          | 677           | Gépjármű üzemanyag-kiskereskedelem             |
| 7       | HELL ENERGY Magyarország Kft.                                | 92,7                          | -             | Üdítőital gyártása                             |
| 8       | FERRO-PRESS Fémipari Szolgáltató Kft.                        | 423                           | -             | Fémmegmunkálás                                 |
| 9       | Ober Pénzügyi Lízing Zrt.                                    | 54,3                          | 24            | Pénzügyi lízing                                |
| 10      | Eximbank Zrt.                                                | 36,8                          | 211           | Egyéb monetáris közvetítés                     |
| 11      | SOMETAL Kft.                                                 | 33,1                          | 1             | Fém-, érc-nagykereskedelem                     |
| 12      | Fusion Zrt.                                                  | 26,9                          | 1 465         | Éttermi, mozgó vendéglátás                     |
| 13      | QUALITY PACK Zrt.                                            | 26,7                          | -             | Könnyűfém csomagolóeszköz gyártása             |
| 14      | LIBRI Kft.                                                   | 23,8                          | 654           | Könyv-kiskereskedelem                          |
| 15      | TNG Technology Consulting GmbH Magyarországi Fióktelep       | 22,9                          | 17            | Információ-technológiai szaktanácsadás         |
| 16      | Magyar Cetelem Bank Zrt.                                     | 20,6                          | 343           | Egyéb monetáris közvetítés                     |
| 17      | MEGA-LOGISTIC Zrt.                                           | 20,4                          | 816           | Építményüzemeltetés                            |
| 18      | McKinsey Magyarországi Fióktelepe                            | 18                            | 181           | Üzletviteli, egyéb vezetési tanácsadás         |
| 19      | Ammerland Hungary Kft.                                       | 17,9                          | 5             | Tejtermék, tojás, zsiradék nagykereskedelem    |
| 20      | Deloitte Zrt.                                                | 17,2                          | 624           | Üzletviteli, egyéb vezetési tanácsadás         |

## Közlekedés
Mind a felszíni járatoknak, mind a metrónak illetve a Földalatti Vasútnak köszönhetően a közösségi közlekedéssel legjobban ellátott kerületek egyike. Itt van a Nyugati pályaudvar, amelynek elődjétől, az Indóháztól indult 1846-ban hazánk első vasútvonala.

## Fontosabb közterületei
- Andrássy út
- Anker köz
- Bajcsy-Zsilinszky út
- Bajza utca
- Benczúr utca
- Deák Ferenc tér
- Dózsa György út
- Hősök tere
- Hunyadi tér
- Jókai utca
- Király utca
- Kodály körönd
- Lendvay utca
- Nagymező utca
- Nyugati tér
- Oktogon
- Paulay Ede utca
- Teréz körút
- Váci út
- Városligeti fasor

## Kerületi média
- HatosCsatorna
- Terézváros (a kerületi önkormányzat kéthetente megjelenő ingyenes újsága)
- Broadway Rádió, Terézvárosban fogható kisközösségi rádió, jellemzően hitéleti műsorokat sugároz.

## Képgaléria

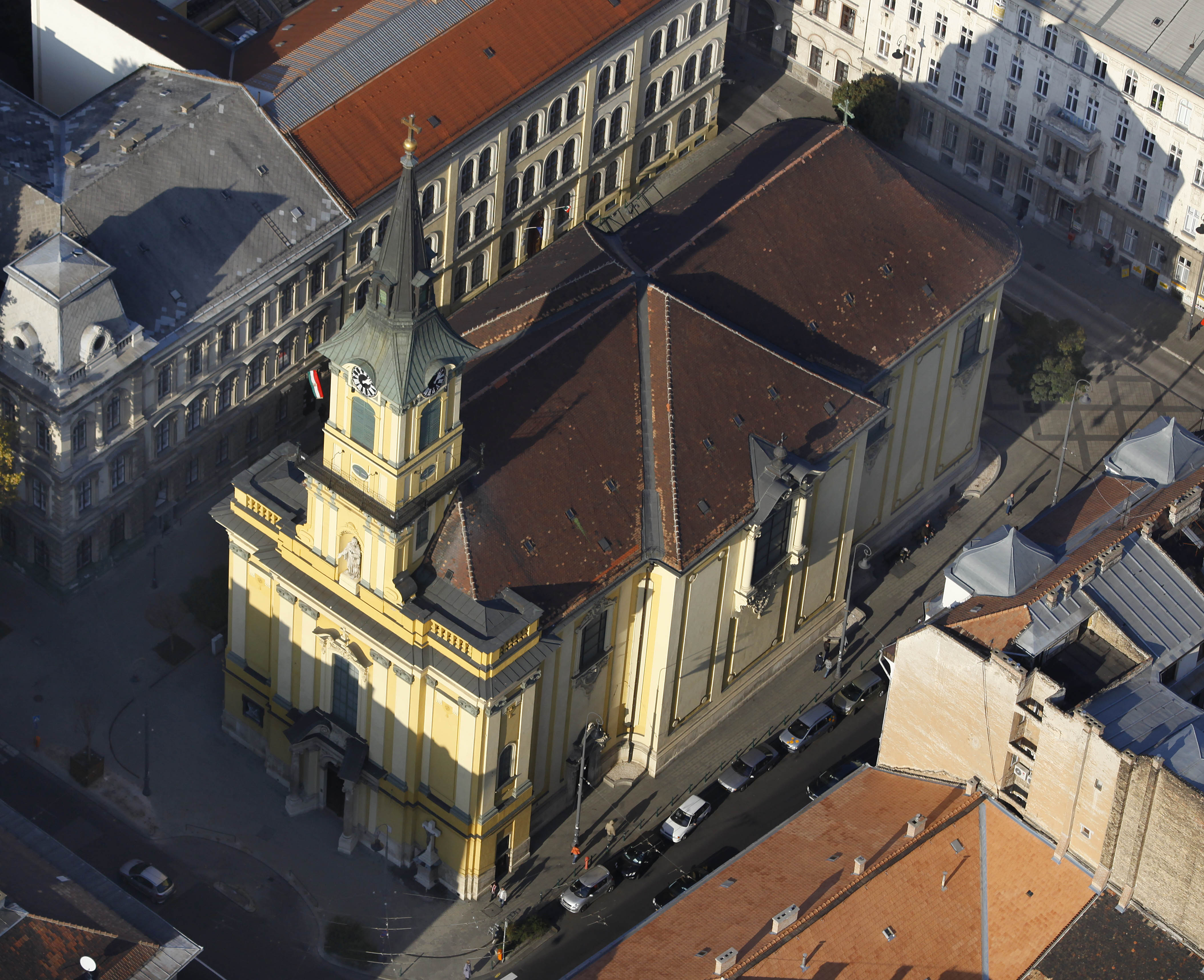
A terézvárosi Avilai Szt.Teréz-templom
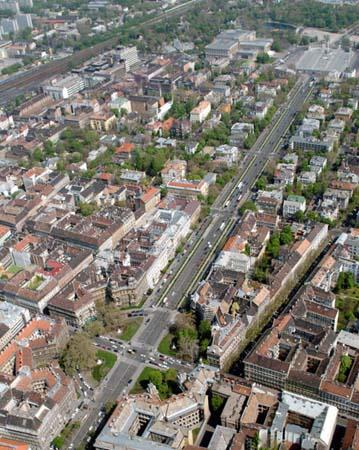
Az Andrássy út légi fotója
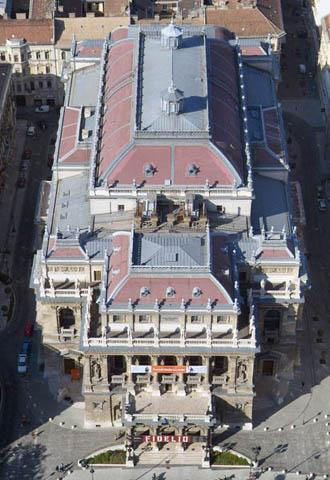
Az Opera
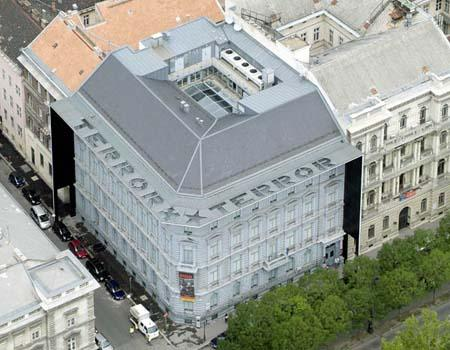
A Terror Háza Múzeum légi fotón
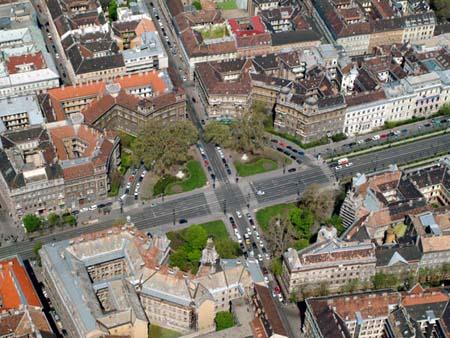
Kodály körönd
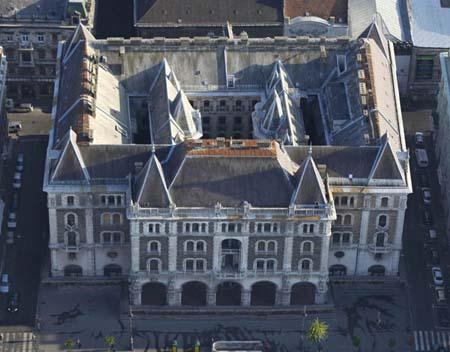
Az egykori Balettintézet madártávlatból
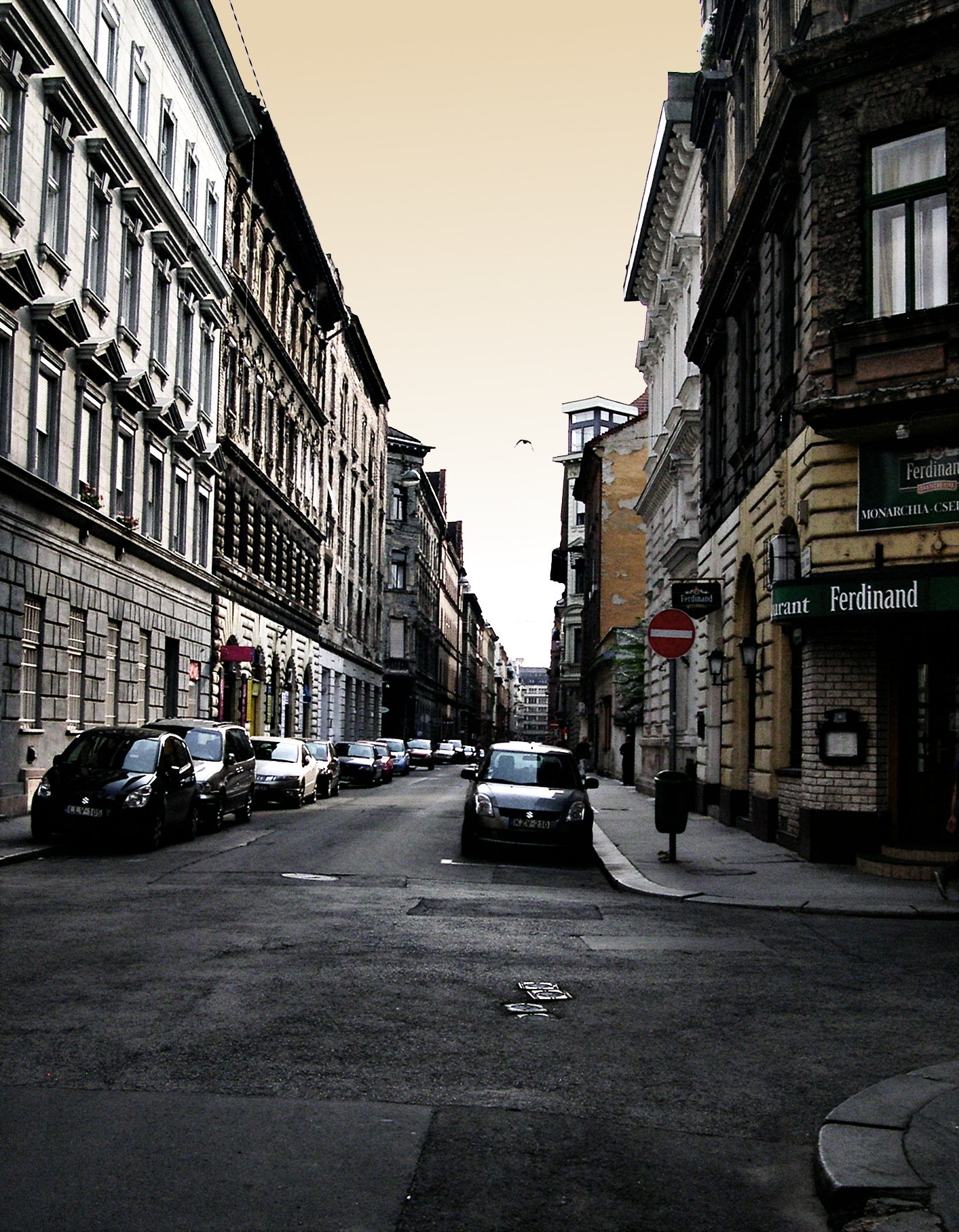
Aradi utca
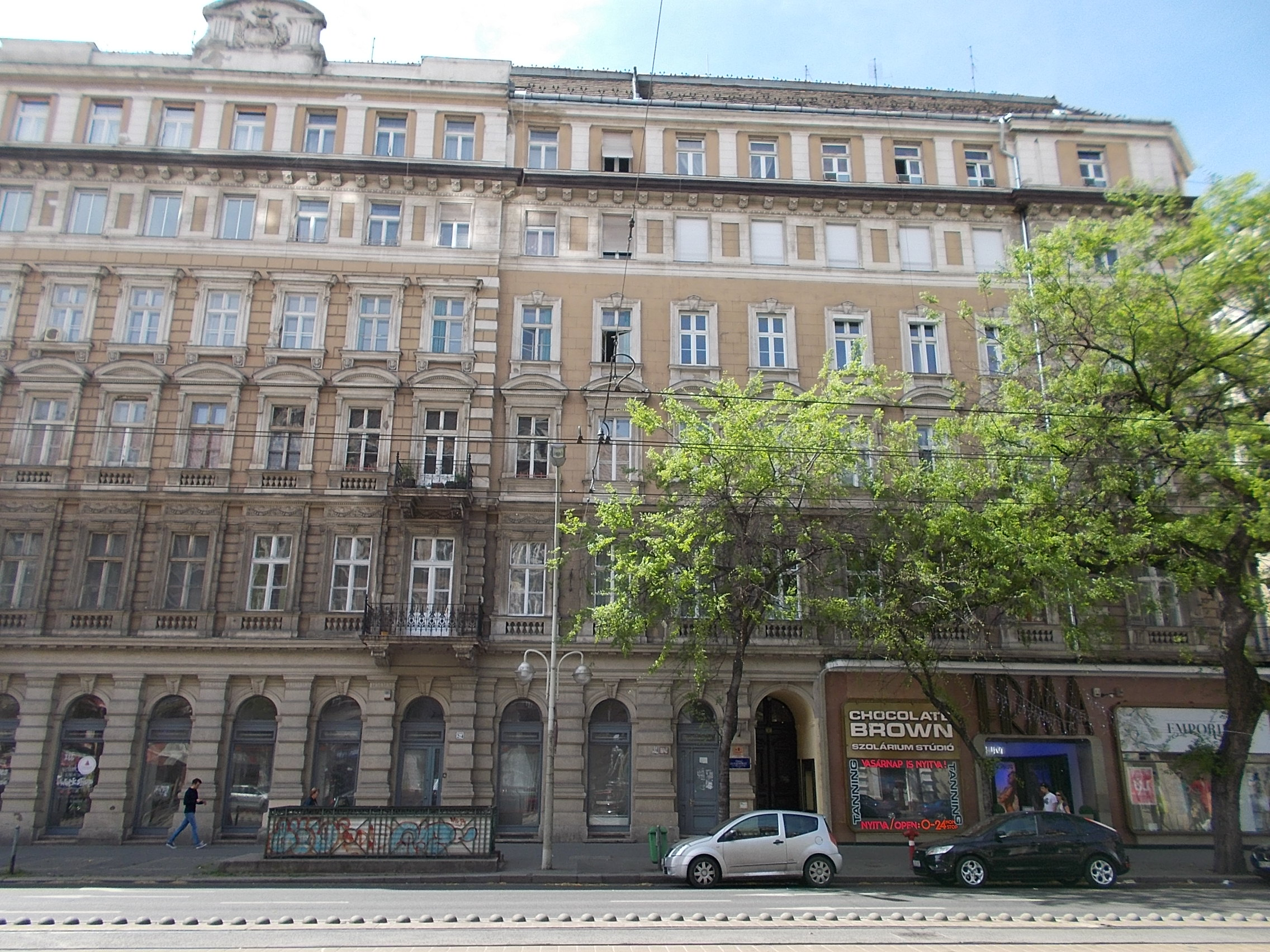
Ötemeletes eklektikus bérpalota, a Mocsonyi-ház, Teréz körút 2–6.
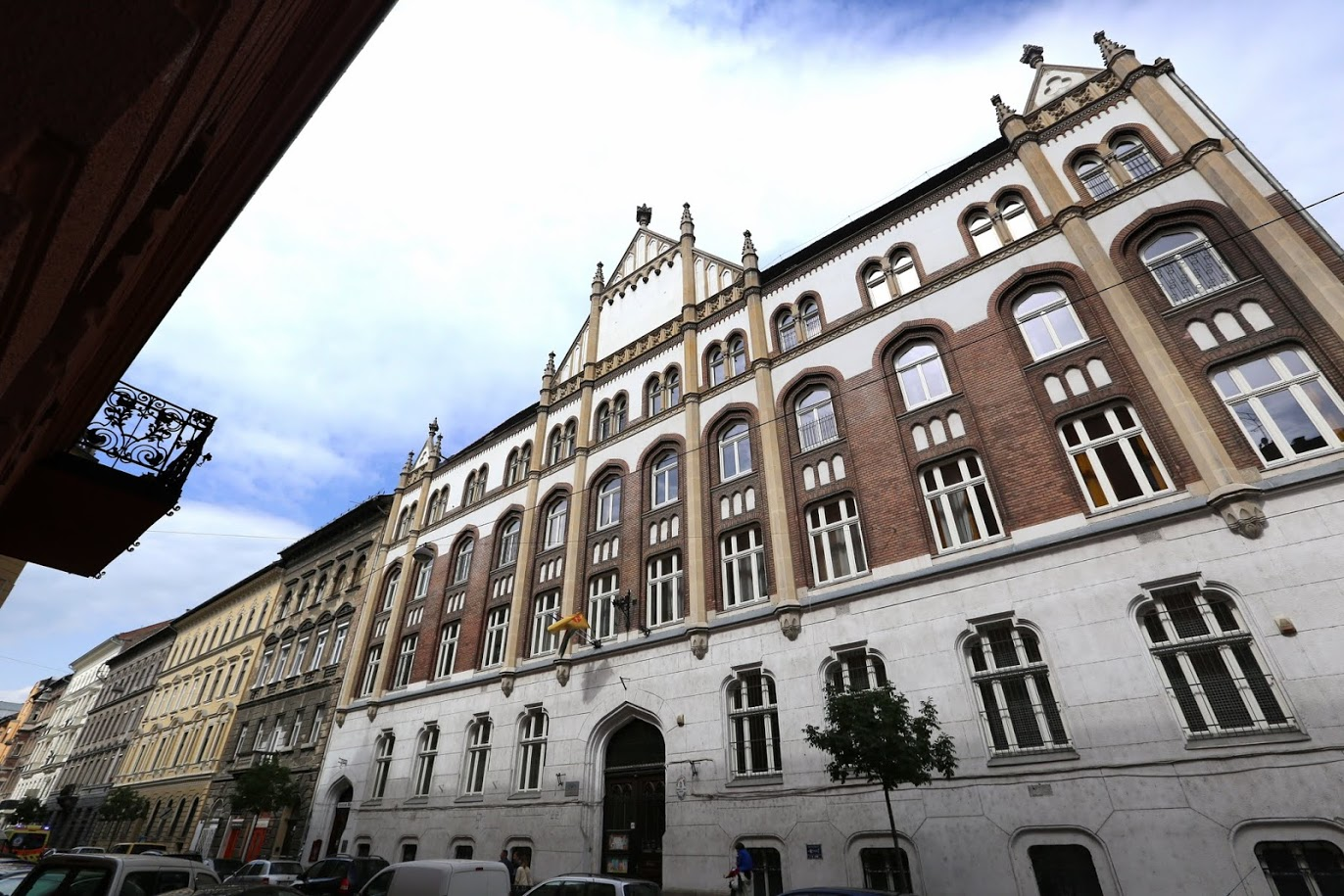
Vörösmarty Mihály Általános Iskola épülete, az egykori skót misszió iskolája
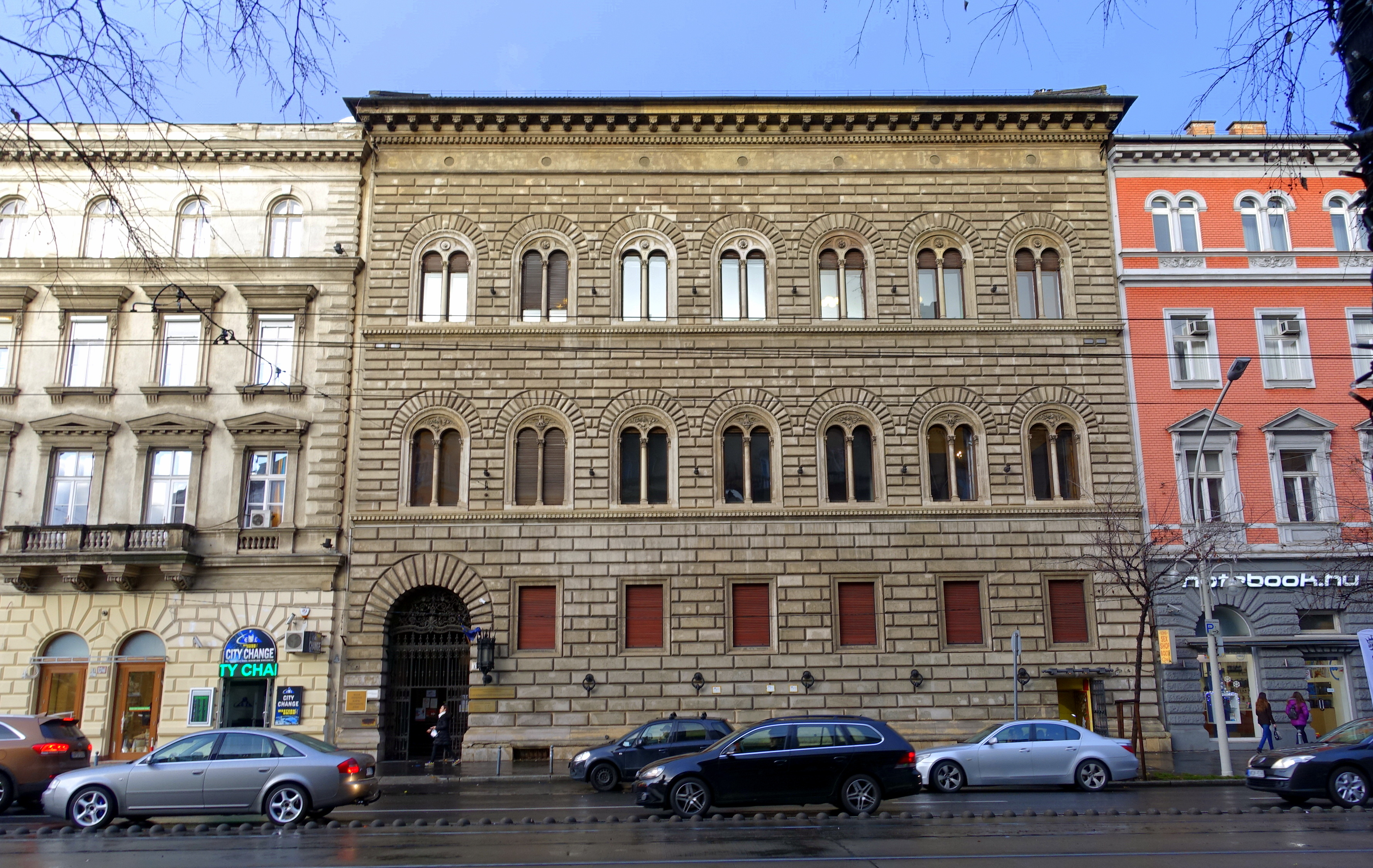
1067 Bp. Teréz krt 13. (Házasságkötő terem)

## Testvérvárosai
- Lenti, Magyarország[41]
- Kézdivásárhely, Románia[41]
- Temerin, Szerbia[41]
- Zára, Horvátország[41]